# Культура асбестовой керамики
Культура асбестовой керамики — археологическая культура эпох субнеолита и бронзы на территории современных Финляндии и Карелии. Носителями данной культуры считают «досаамов», говоривших на неизвестном дофинноугорском языке, которые вошли в состав современных саамов, вепсов и карелов. Сформировалась на базе культуры ямочно-гребенчатой керамики. Основу хозяйства занимала охота и собирательство.
Самая ранняя, ещё неолитическая по виду, асбестовая керамика обнаружена на поселениях Пиндуши I, Лахта II и Сандермоха IV.
Стоянки делились на летние и зимние. На летних стоянках население запасалось продовольствием, а осенью откочевывало в утепленные поселения с полуземлянками. У сосудов культуры асбестовой керамики появились плоские донца, тогда как во всех прежних культурах Карелии дно у сосудов было выпуклым или даже заостренным. Плоскодонные сосуды было лучше приспособлены для быта, особенно при передвижениях на большие расстояния. Таким образом, носители культуры асбестовой керамики вели полукочевой образ жизни.
Около 1300 лет до н. э. культуру асбестовой керамики сменила культура сетчатой керамики, связанная с распространением финно-угорских языков.

## Палеогенетика
Останки людей из Оленеостровского могильника середины II тысячелетия до н. э. (Кольский залив Баренцева моря) несут высокую долю сибирского предкового компонента, который не оставил следа в генофонде современных популяций Кольского полуострова. Появление этого генетического компонента связывается с миграцией из Сибири, археологическим следом которой могло быть появление в регионе асбестовой керамики типа Ловозеро.